# Progomphus belyshevi
Progomphus belyshevi är en trollsländeart som beskrevs av Belle 1991. Progomphus belyshevi ingår i släktet Progomphus och familjen flodtrollsländor. Inga underarter finns listade i Catalogue of Life.